# グローバル・ガバナンス
グローバル・ガバナンス（英: global governance）は、合意を執行する権力が存在しないとき、一国あるいは一地域以上に影響を与える問題を解決することを目的として国境を越えた主体の政治的相互作用を指す。
世界的な統治の課題は国際化の文脈に存在している。人間社会間および人類と生態系の間における世界規模での相互依存の加速化に対応して、世界的な統治の仕組みは全世界規模での規制を確定する。具体的には、人・モノ・カネ・情報が国境を越えて行き交うグローバル化の時代において、一国の統治だけでは解決できないような、多くの重要問題(たとえば、環境問題、国際テロ問題、難民問題など)にどのようにして対処していくのかを考えていく。典型例は1970年代から一気に進んだ国際決済の集中オンライン化。
日本語では統治のほかに、協治や共治の訳語が当てられる。中国語で用いられている「全球治理」（Global Governance）も、端的で分かりやすい場合がある。

## 言葉の起源

### 系譜
1991年のソ連解体は勢力均衡政策に基づく長期間続いた国際関係の歴史の終わりを印した。この歴史的事件以降、地球は地理戦略的な崩壊の段階に突入した。たとえば、多くの政府にとっていまだに受け入れられている国家安全保障モデルは、政府が代表する制限された枠組みを越えて広がって、登場してきている集団的良心へと次第に道を譲りつつある。
世界的な統治機構の課題は、1990年代初めまで登場していなかった。それまでは、「相互依存」という言葉が、国家間の関係の管理を描写するために使われてきた。1990年代のポスト冷戦世界は数多くの争点に基づいて出現してきた新しい時代の枠組みを目の当たりにしている。
- もはや国家あるいは地域の次元では効果的に作用していない規制措置を国際的な次元に移す展望を論理的に指摘している、重要な主題としての国際化の重要性の高まりおよび国民国家の弱体化。
- リオの地球サミット（1992年）で多国間の認知を受けた地球の環境的懸念の増大。気候や生物多様性に関係するサミットの議題は、直ちに地球規模の環境と概念的に表明されることになった新しい試みを象徴している。
- 貿易と環境、貿易と社会的権利、貿易と公衆衛生など標準をめぐる紛争の出現。こうした紛争は、マクロ経済安定化政策の社会的効果をめぐる伝統的な論争に連なり、相互依存の主要な分野が専門化した国際制度に互いに信託された統治機構における平等で正当な目的の間の仲裁という課題を指摘する。範囲が限定されているが、これらの紛争は、象徴的な意味で強く、仲裁する原則や制度をめぐる問題も提起する。
- 国際経済に参入することで、工業国が力を持ち、その利益を優先することを受け入れるのが難しいと考える途上国による国際標準や制度についての疑問の増大。国際的な統治機構の構築が権力者たちの指定席になっていると考え、その原則や手続きの両方を拒否する市民社会からも挑戦が突きつけられている。これら二方向からの批判は対立する心情や目標を持っているけれども、1999年の第3回世界貿易機関閣僚会議に象徴されるように、先進国や主要な制度の支配に反対していることで知られる[2]。

### 定義
世界的なガバナンスについての簡潔かつ広義の定義では、この用語は、地球規模で人間社会を組織化することを意図したあらゆる規制を指し示すことに使われる。
伝統的に、ガバナンスは、「統治すること」、あるいは政治権威、制度、究極的には支配と関連付けられてきた。この特定の意味でのガバナンスは、相互に依存する社会関係を調整し、統制することを目的として、決定を執行する能力を有する公式の政治制度を意味する。しかし、ジェームス・ローズノー のような論者は、国際システムがそうであるような、国家の上位に政治権威の欠如している状況での相互依存関係の規制を意味するために「ガバナンス」を用いてきた。「グローバルな公共政策」の発展を提示する論者もいる。
アディル・ナジャムは、「グローバルな政府の欠如におけるグローバル過程の管理」とグローバル・ガバナンスを定義している。トーマス・ウェイスによれば、「グローバル・ガバナンスは、具体的かつ協調的な問題解決の仕組みであり、国連だけでなく、国際公務員やほかの非国家アクターを含む」。
この「協調的問題解決の仕組み」は、法律、多様なアクター（政府間組織、NGO、民間部門、市民社会、諸個人）が集団的問題を管理する法律あるいは公式に構成する制度の形を取る点で、公式のものかもしれない。あるいは（実践や指針の場合のように）非公式であったり、アドホックなものであるかもしれない。
グローバル・ガバナンスは、「全世界の集団的利益が接合され、権利や義務が確立され、差異が仲介されることを通じた、国家間および非政府を問わず、国家・市場・市民・組織間の公式および非公式の制度・メカニズム・関係性・過程の複合体」と定義されるかもしれない。